# James Hurrell
James Hurrell (Banbury, 7 juli 1984) is een Engelse darter die uitkomt voor de PDC.

## Carrière

### BDO
Hurrell bereikte de laatste 32 van de World Masters 2015, waar hij verloor van Martin Phillips met 3-2 in sets. Hurrell won onder andere de Finnish Masters en de British Internationals in 2015. Hij kwalificeerde zich voor het BDO World Darts Championship 2016 en werd in de voorronde verslagen door Larry Butler. In 2016 gooide hij een 9-darter tegen Daniel Day. Hij bereikte zijn beste prestatie op het BDO World Darts Championship 2017, waar hij bij de laatste 32 verloor van Mark McGeeney. Hurrell kwalificeerde zich ook voor het BDO World Darts Championship 2018, maar trok zich terug voordat het toernooi begon.

### WDF
Hurrell behaalde ereplaatsen in de WDF World Cup (zilver in 2023) en de WDF Europe Cup (goud in 2016 en 2022). In januari 2022 werd hij leider van de WDF-wereldranglijst en bekleedde deze positie tot november 2022. Hij bereikte ook de finales van de Welsh Open die hij verloor van Cameron Menzies en van de Italian Masters, die hij verloor van Richard Veenstra. Hurrell was de zesde geplaatste speler tijdens het WDF World Darts Championship 2022, waarin hij in de kwartfinales met 4-0 verloor van Menzies. Later in 2022 won Hurrell nog de Isle of Man Classic van tienersensatie Luke Littler en de Scottish Open.

### PDC
Op de Q-School in januari 2024 bemachtigde Hurrell voor het eerst een Tour Card door als vierde te eindigen op de UK Q-School Order of Merit.

## Resultaten op wereldkampioenschappen

### BDO
- 2016: Voorronde (verloren van Larry Butler met 1–3)
- 2017: Laatste 32 (verloren van Mark McGeeney met 1–3)

### WDF

#### World Championship
- 2022: Kwartfinale (verloren van Cameron Menzies met 0–4)
- 2023: Laatste 32 (verloren van Dennis Nilsson met 2–3)

#### World Cup
- 2023: Laatste 32 (verloren van Brandon Weening met 1–4)

### PDC
- 2025: Laatste 64 (verloren van Michael van Gerwen met 0–3)